# درود بر پادشاه (ترانه)
«درود بر پادشاه» (به انگلیسی: Hail to the King) نام ترانه‌ای از گروه هوی متال آمریکایی اونجد سون‌فولد از آلبوم درود بر پادشاه است. این آهنگ در تاریخ ۱۵ ژوئیه ۲۰۱۳ منتشر شده است. طبق نقد های صورت گرفته از این ترانه شباهت زیاد این ترانه را به شاه هیچ‌چیز اثر متالیکا دانستند. این ترانه بهترین ترانه سال 2013 در مراسم لودوایر شده است.